# David Magnusson
David Magnusson (1925–2017) – szwedzki psycholog, współtwórca (wspólnie z Normanem Endlerem) interakcjonizmu, a więc koncepcji zgodnie z którą  wkład w różnice indywidualne w zachowaniu (mierzone za pomocą analizy wariancji), ma nie tylko jednostka i nie tylko środowisko, lecz również interakcja między jednym i drugim. 

## Ważniejsze dzieła
- Interactional psychology and personality (1976) (współautor: N. Endler)